# Råda församling, Göteborgs stift
Råda församling är en församling i Mölndals och Partille kontrakt i Göteborgs stift. Församlingen ligger i Härryda kommun i Västra Götalands län (Västergötland) och utgör ett eget pastorat.

## Administrativ historik
Församlingen har medeltida ursprung. 
Församlingen var till 1962 annexförsamling i pastorat med Fässbergs församling (Mölndal) som moderförsamling. Församlingen utgör sedan 1962 ett eget pastorat.
Den 1 januari 1992 överfördes ett område med 48 personer till Råda församling från Fässbergs församling.

## Kyrkor
- Råda kyrka

## Series pastorum
- 2017–2024  Daniel Tisell[5]
- 1981–2017 Lars T. Gåreberg[5]
- 1973–1980 Sven-Oscar Berglund
- 1962–1973 Sven Franzén